# 応供
応供（おうぐ、巴: arahant アラハント, 梵: arhat アルハット, अर्हत् , 音写 : 阿羅漢（あらかん））とは、仏教を信仰し修行する比丘の中でも、供養を受けるにふさわしい者という意味。釈迦在世時代のインドでは、宗教的に最高の境地に達した聖者をこのように呼んだ。如来の別号である十号の一つにあげられており、仏そのものを指す呼び名である。
上座部仏教などの部派仏教でも、仏である釈迦の教法によって解脱した聖者・声聞（しょうもん）の最高位と位置づけられている。一方、成仏（仏陀に成る）を標榜する大乗仏教では、「小乗仏教（部派仏教への蔑称）を実践しても阿羅漢止まりである」として軽んじる傾向が強い。
| 四向四果 (解脱の10ステップ, パーリ経蔵による) | |              |                               |
| 到達した境地(果位)                            | 解放された結                                                                                           | 解放された結 | 苦が終わるまでの輪廻          |
| 預流                                          | 1. 有身見 (我が恒久であるという信条) 2. 疑（教えに対しての疑い） 3. 戒禁取（誤った戒律・禁制への執着） | 下分結       | 最大7回、欲界と天界を輪廻する |
| 一来                                          | 1. 有身見 (我が恒久であるという信条) 2. 疑（教えに対しての疑い） 3. 戒禁取（誤った戒律・禁制への執着） | 下分結       | 一度だけ人として輪廻する      |
| 不還                                          | 4. 欲への執着（欲愛） 5. 憤怒（瞋恚, パティガ）                                                        | 下分結       | 欲界及び天界には再び還らない  |
| 阿羅漢                                        | 6. 色貪 7. 無色貪 8. 慢, うぬぼれ 9. 掉挙 10. 無明                                                     | 上分結       | 三界には戻らず輪廻から解放    |